# Asterozoa
Sous-embranchement
Les Asterozoaires, Asterozoa, constituent un sous-embranchement d'échinodermes, qui comprend essentiellement les étoiles de mer (Asteroidea) et les ophiures (Ophiuroidea).

## Description et caractéristiques

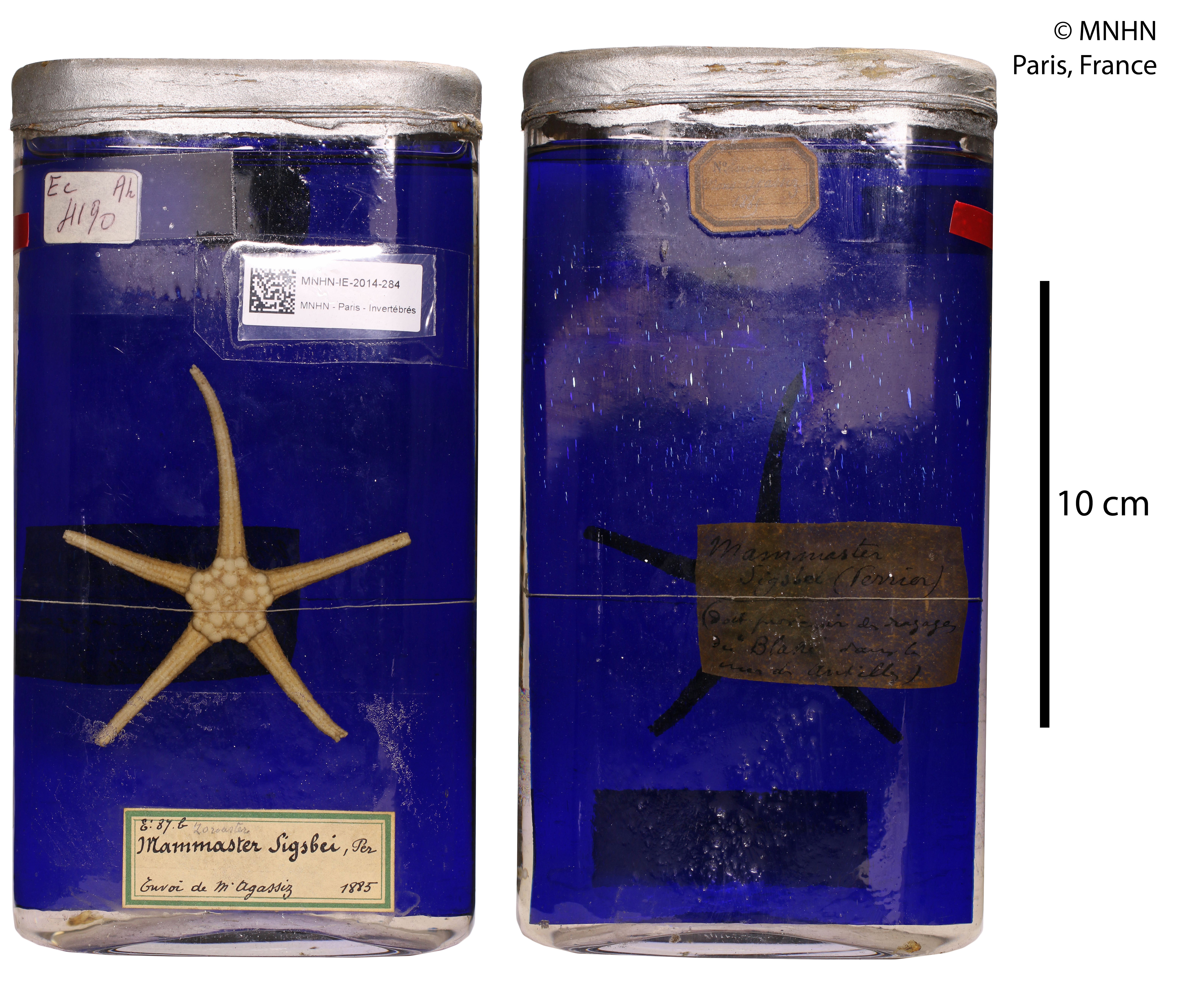
Certaines étoiles modernes comme cette Cnemidaster sigsbeei ressemblent fortement à des ophiures, mais s'en distinguent notamment par la présence de sillons ambulacraires.

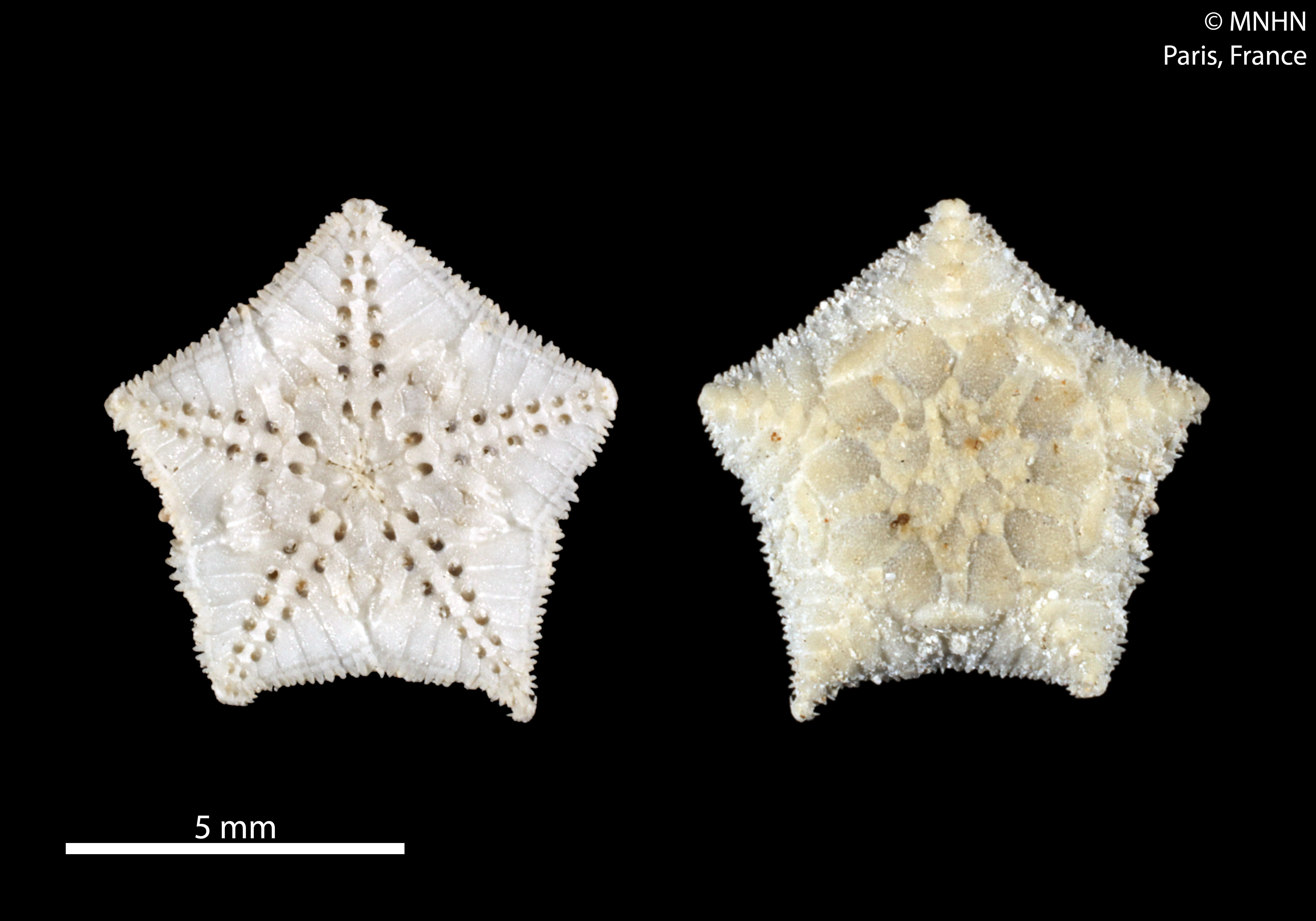
Certaines ophiures comme cette Ophiophycis guillei abyssale ressemblent fortement à des étoiles de mer.

Les Asterozoa sont des échinodermes vagiles de forme aplatie et de symétrie centrale (fondamentalement pentaradiaire, mais pouvant être secondairement plus complexe), au corps en forme d'étoile. Ils sont composés d'un disque central plus ou moins large, arrondi ou subpentagonal, autour duquel rayonnent 5 bras (parfois plus), plus ou moins mobiles. La bouche est située au centre de la face orale (inférieure), et les orifices génitaux le long des bras. Le squelette stéréomique est interne et discontinu, composé de plaques non soudées et de disposition plus ou moins lâche (rendant le corps plus ou moins souple) ; il peut également former des piquants sur l'épiderme.
Les deux classes (étoiles de mer et ophiures) se distinguent visuellement par un certain nombre de caractéristiques : 
- La différence la plus notable est que les bras des étoiles de mer ont tendance à se toucher à leur base et à s'affiner vers leur pointe, alors que les bras des ophiures sont toujours bien séparés à leur base, et ces bras sont en général à la fois plus longs, plus grêles et plus effilés ; ils sont aussi plus souples, et servent à la reptation, alors que les étoiles n'utilisent que leurs podia pour se déplacer.
- Chez les étoiles de mer le (ou les) madréporite est situé sur la face aborale, à proximité de l'anus, et est parfois assez voyant ; ches les ophiures il est situé sur la face orale, sur l'une des cinq plaques entourant la bouche.
- La face inférieure des bras des étoiles de mer est parcourue par un sillon ambulacraire, sorte de tranchée plus ou moins large et profonde qui fend le bras et d'où sortent les podia ; le dessous des bras des ophiures est plat, et formé d'une unique rangée de grosses plaques calcaires.
- Le squelette qui structure les bras des étoiles de mer est souple et dissimulé sous la chair, alors que les bras des ophiures sont constitués de grosses plaques emboitées (mais articulées) très visibles.
- La bouche des étoiles de mer est petite et généralement arrondie, et ne montre pas de dents ; celle des ophiures est en forme d'étoile formée de cinq sillons délimitant des mâchoires triangulaires et barbelées de petites dents[2].

## Taxinomie
Les Ophiuroidea ont divergé des Asteroidea au Paléozoïque, des ophiures d'apparence proche des modernes étant visibles dans le registre fossile dès le paléozoïque médian, il y a 440-485 millions d'années. Les ophiures pourraient avoir émergé au sein du taxon paléozoïque des Stenuroidea, ou en être un taxon-frère. Le plan d'organisation définitif des ophiures semble avoir été une réponse néoténique lors de la crise dite du « Mulde event (en) » au Silurien il y a environ 428 millions d'années.
Certains organismes de taxinomie comme ITIS (27 avr. 2010) conservent la classification traditionnelle qui fait des Asterozoa une super-classe au sein du sous-embranchement des Eleutherozoa, ne contenant que les étoiles de mer et l'énigmatique groupe des Somasteroidea, alors que les ophiures y rejoindraient le groupe des Cryptosyringida, avec les oursins et holothuries, sur la base de la morphologie larvaire. Cette classification a été invalidée par les analyses génétiques récentes, qui soutiennent fortement l'idée d'un groupe commun aux étoiles de mer et aux ophiures, et est donc considérée comme obsolète par World Register of Marine Species (9 janvier 2014), Paleobiology Database (9 janvier 2014) et la plupart des phylogénies modernes.
Stelleroidea est un synonyme d'Asterozoa.

### Liste des classes
Selon O'Hara et al. 2017 : 

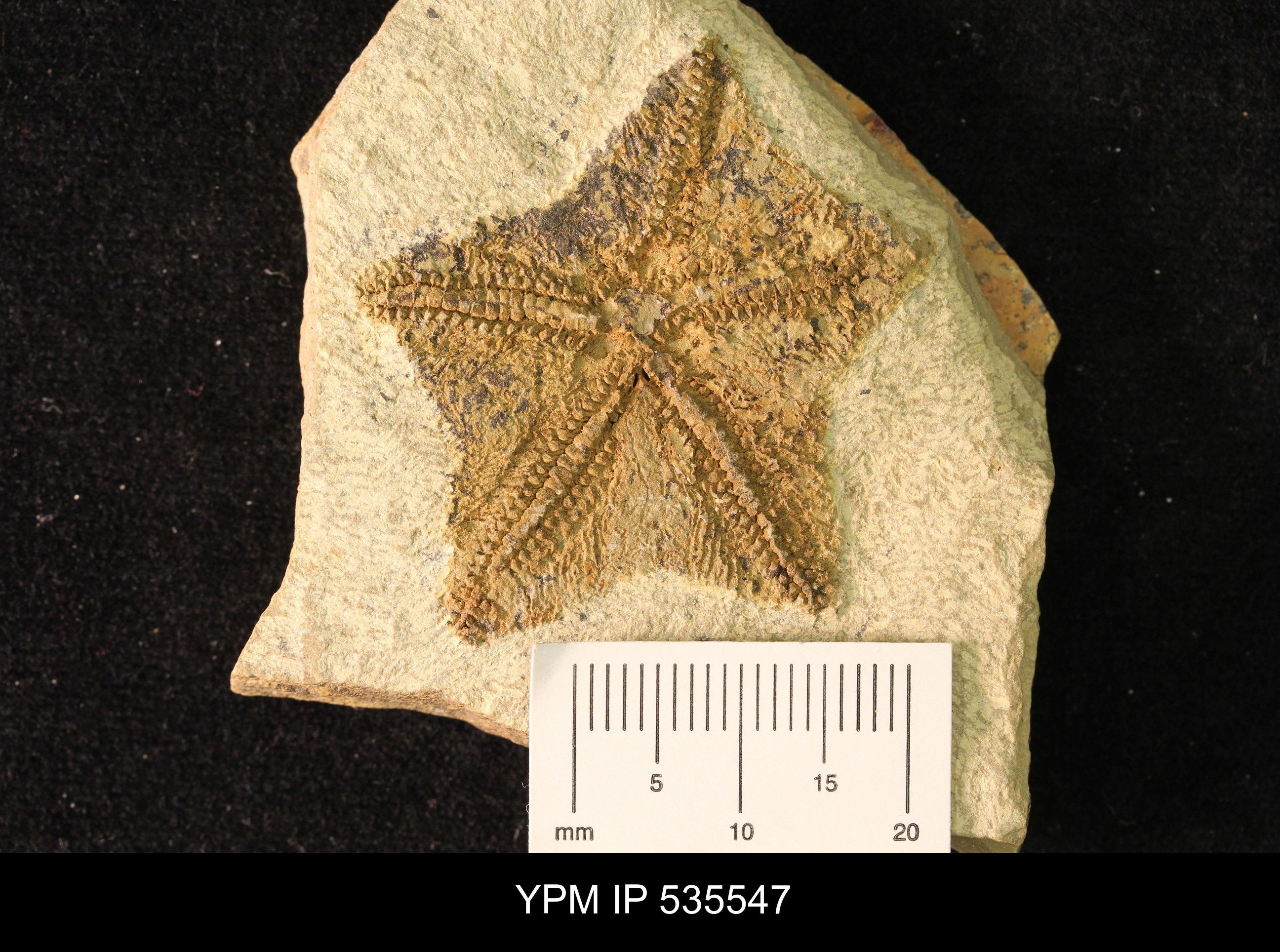
Cantabrigiaster fezouataensis, un fossile de Somasteroidea du début de l'Ordovicien, et l'un des plus anciens asterozoaires identifiés.

- classe des Asteroidea de Blainville, 1830
- classe des Ophiuroidea Gray, 1840
- classe des Somasteroidea Spencer, 1951 † (taxon paléozoïque, homonyme mais pas synonyme d'un taxon obsolète encore reconnu par ITIS)
- classe des Stenuroidea Spencer, 1951 † (taxon paléozoïque, contenant peut-être les Ophiuroidea)

Selon World Register of Marine Species (9 janvier 2014) et NCBI (27 avr. 2010) :
- classe des Asteroidea de Blainville, 1830
- classe des Ophiuroidea Gray, 1840

ITIS (27 avr. 2010), se fondant sur une taxinomie plus ancienne, sépare les ophiures et considère les Asterozoa comme une super-classe du sous-embranchement Eleutherozoa, ce dernier contenant les ophiures : 
- classe des Asteroidea de Blainville, 1830
- classe des Somasteroidea Spencer, 1951

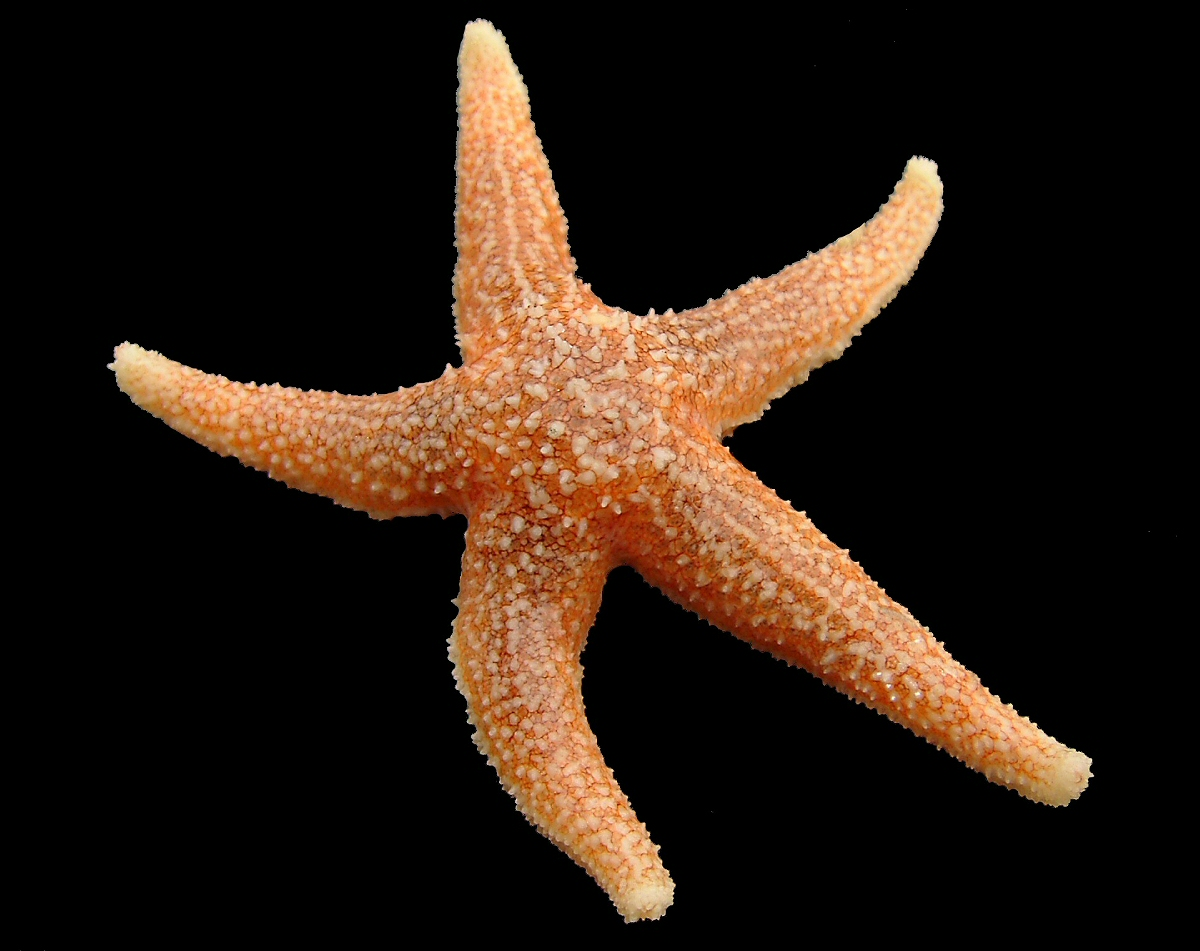
Une étoile de mer (Asterias rubens).
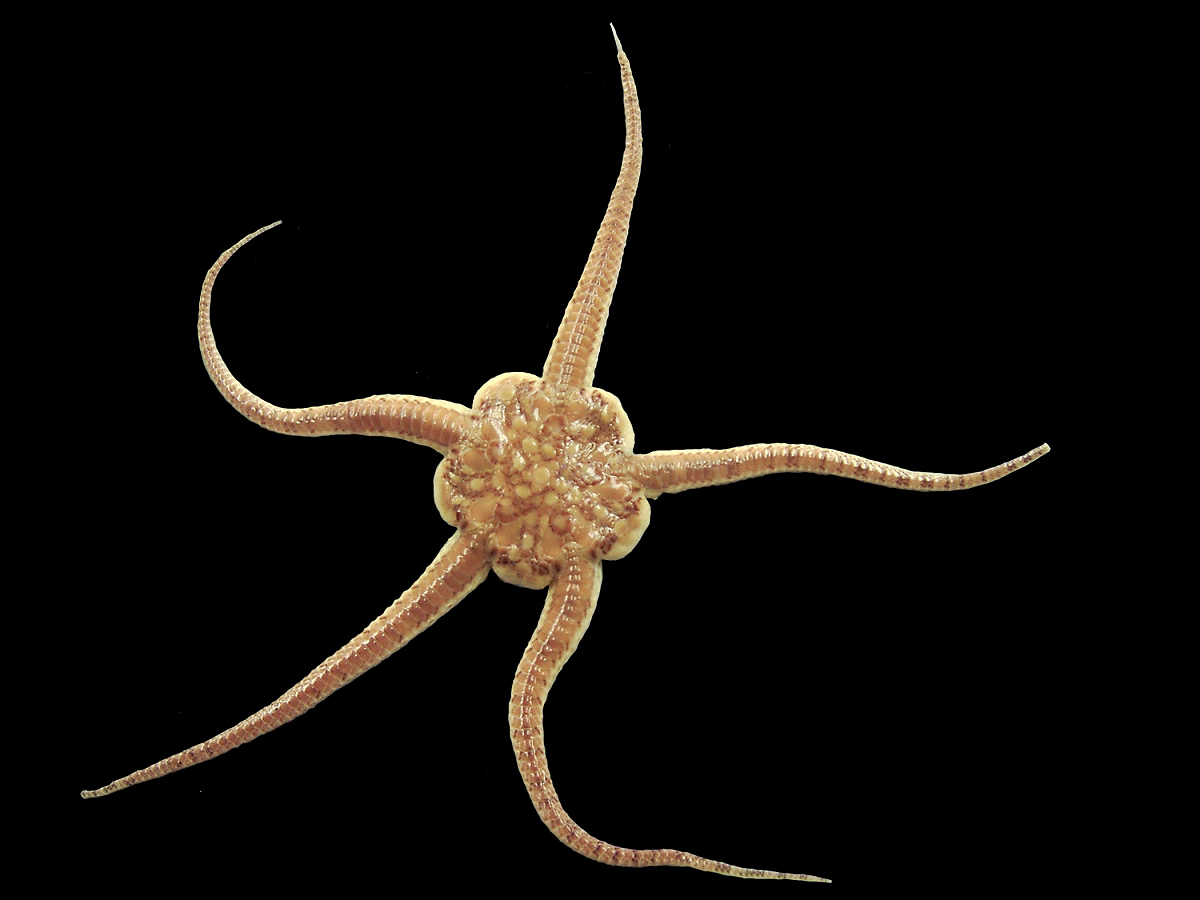
Une ophiure (Ophiura ophiura).
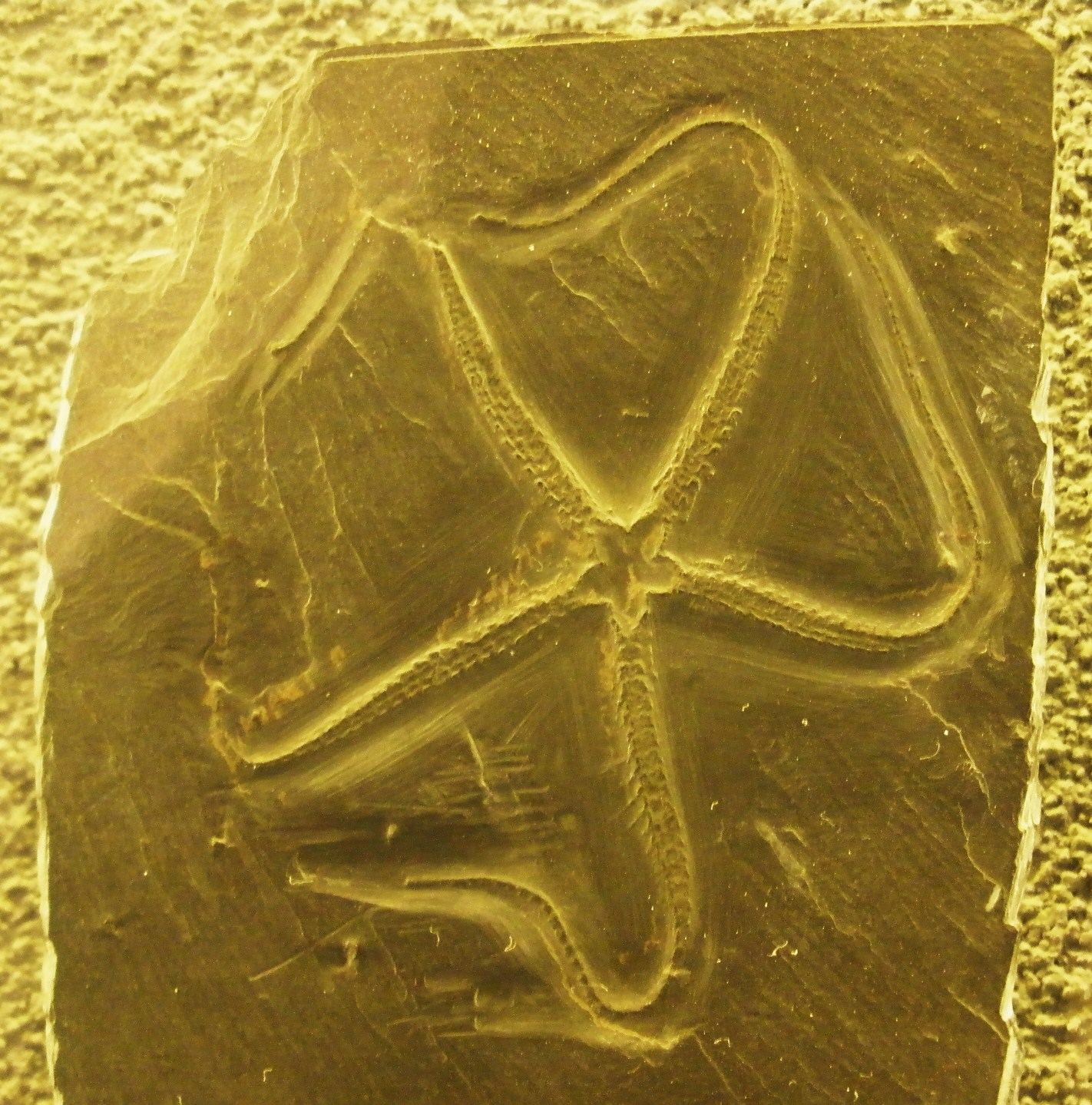
Fossile de Somasteroidea (Stuertzia leptosoma)
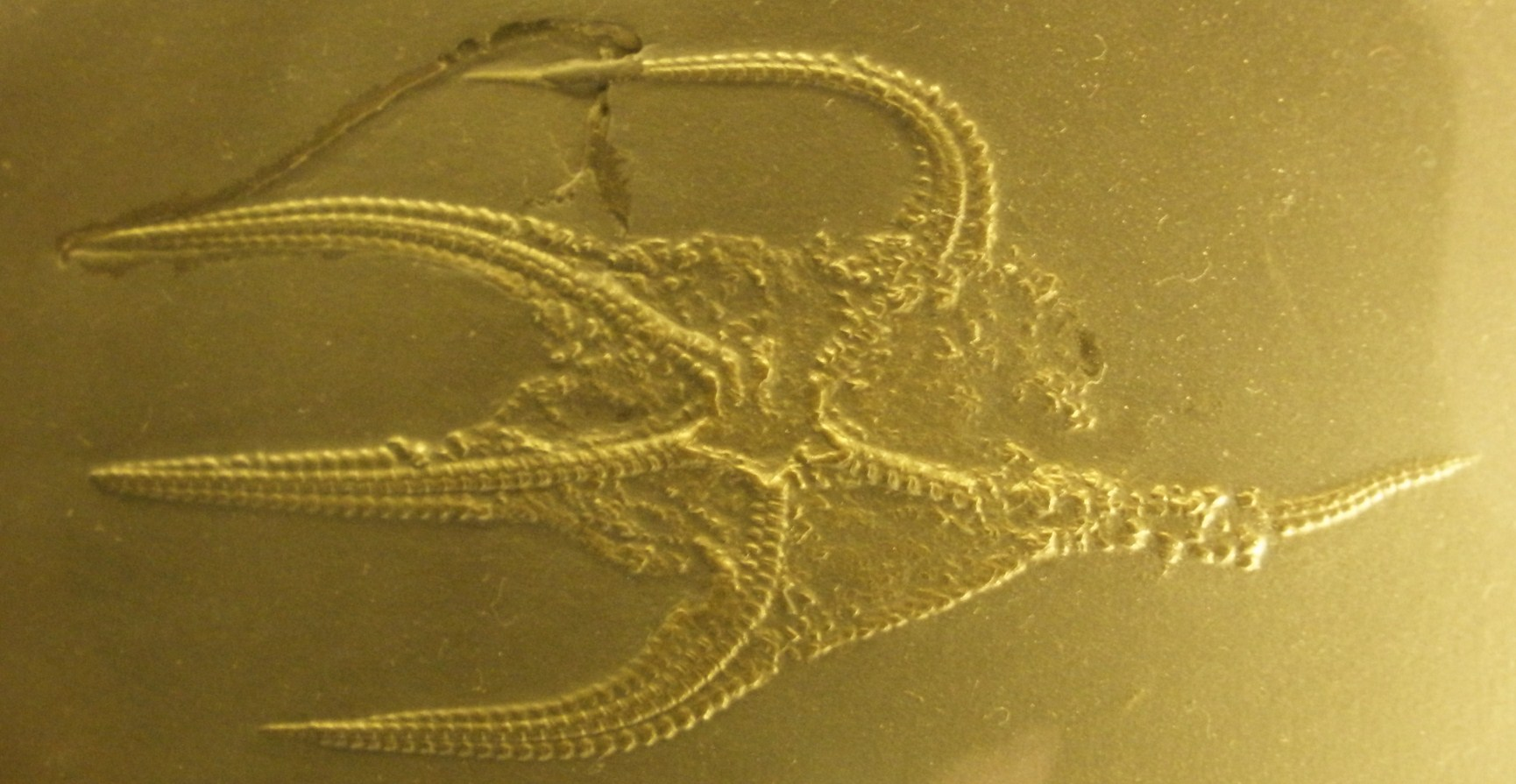
Fossile d'Encrinaster roemeri (Astérozoaire du Dévonien).